# Эчебеэре, Мика
Мика Эчебеэре (исп. Mika Etchebéhère, урожд. Микаела Фельдман (исп. Micaela Feldman); 2 февраля 1902, Моисесвилль, Аргентина — 7 июля 1992, Париж, Франция) — марксистка-интернационалистка, единственная женщина, воевавшая в ранге капитана на стороне Республики во время Гражданской войны в Испании.

## Биография

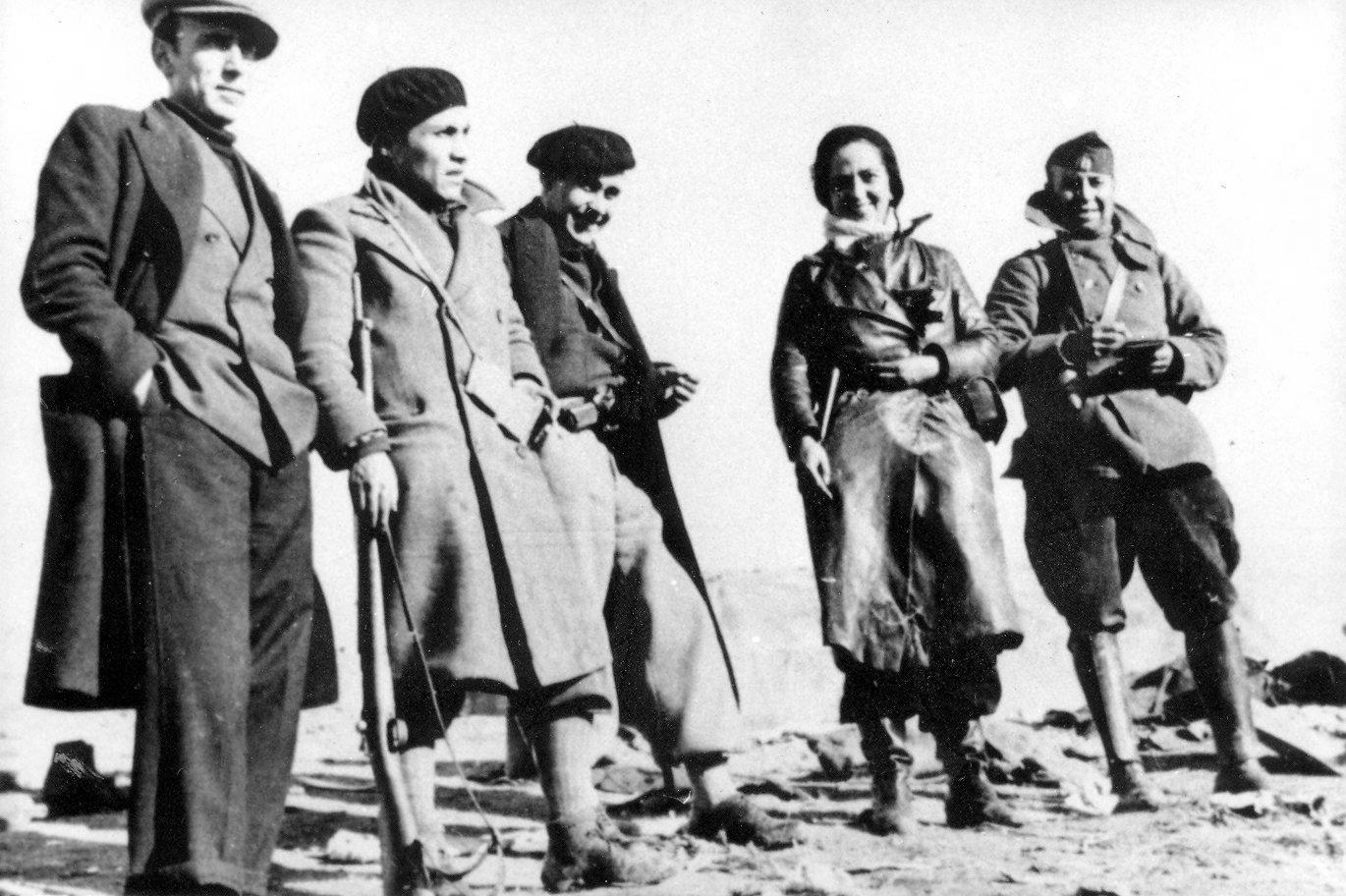
Мика Эчебеэре. 1936.

Мика, дочь иммигрантов из Российской империи еврейского происхождения, родилась 2 февраля 1902 года в аргентинской еврейской сельскохозяйственной колонии Моисесвилль. В 15 лет в Росарио вступила в анархистскую феминистскую группу, названную в честь Луизы Мишель. В 1920 году во время учёбы на одонтолога в Университете Буэнос-Айреса она познакомилась со своим будущим мужем, Ипполитом Эчебеэре. Там же Мика и Ипполит приняли участие в создании марксистской группы, связанной с журналом Insurrexit. В 1924 году они вступили в Коммунистическую партию Аргентины, но уже через два года были исключены из-за разногласий с руководством партии. После чего они провели четыре года в Патагонии, занимаясь научными исследованиями и политическим активизмом.
В июне 1931 года Мика и Ипполит переехали в Мадрид, затем в октябре 1932 года через Париж — в Берлин, где стали свидетелями подъёма нацизма. В мае 1933 года вернулись в Париж, где начали выпускать журнал Que Faire.
В июле 1936 года, в Мадриде, они вступили в Рабочую партию марксистского объединения (ПОУМ), чтобы противостоять франкистскому мятежу. 21 июля 1936 года Ипполит возглавил Моторизированную колонну ПОУМ, но спустя месяц, 16 августа 1936 года был убит на фронте под Атьенсой.
Мика, занимавшая до смерти Ипполита второстепенную роль в колонне, стала принимать активное участие в боевых действия и завоевала доверие бойцов. В первом бою она проявила свои лидерские качества, выведя остатки отряда из собора в Сигуэнсе после десятидневной осады. После небольшого перерыва Мика в ранге капитана стала во главе роты, большинство которой составляли крестьяне из довоенного оплота ПОУМ в Льерене. Рота была направлена на Мадридский фронт, где отважно сражалась в секторе Посуэло, понеся большие потери. К сентябрю численность роты сократилась до 60 бойцов. В начале 1937 года была разбита другая рота ПОУМ на центральном фронте. Выжившие из двух рот вошли в состав Четвёртой роты 38-й смешанной бригады. В феврале 1937 года после атаки на Серро де Агила от первоначальной колонны ПОУМ в центральной зоне осталось всего 80 бойцов. После чего Мика и оставшиеся бойцы вошли в состав 14-й дивизии под командованием анархиста Сиприано Меры.
Весной 1937 года в связи с началом репрессий против ПОУМ Мика была арестована на фронте и допрошена как «враг Республики». Но, вскоре, благодаря усилиям друзей и, в особенности, благодаря заступничеству Сиприано Меры была отпущена с запретом возвращения в армию. Несмотря на это, Мика оставалась в Мадриде, практически, до дня сдачи города. Мика сотрудничала с женской анархистской организацией «Свободные женщины», вела курсы по борьбе с неграмотностью — проводила занятия по чтению и письму для бойцов-республиканцев и для гражданского населения Испании.
После того как войска Франко заняли Мадрид, Мика укрылась во Франции, а затем, опасаясь возможного ареста режимом Виши, в 1940 году вернулась в Буэнос-Айрес. В середине 1946 года Мика вернулась во Францию. Мика принимала активное участие во время майских событий во Франции 1968 года — её видели раздающей студентам перчатки, в которых те выкапывали брусчатку и швыряли в полицейских. Благодаря перчаткам руки оставались чистыми, а, значит, в случае ареста не было улик.
В 1975 году была опубликована её автобиография «Моя война в Испании» (фр. Ma guerre d'Espagne à moi).
7 июля 1992 года Мика Этчебеэре скончалась в возрасте 90 лет в Париже, её прах был развеян над Сеной.

## Память
В 2012 году был опубликован посвященный Мике роман аргентинской писательницы Эльсы Осорио «Капитан» (исп. La Capitana).